# Galeomorphi
Galeomorphi, nadred morskih pasa (Selachii). Sastoji se od četiri reda, Kučkovi (Carcharhiniformes), Heterodontiformes, psine (Lamniformes) i Orectolobiformes.